# 永丰街道 (上海市)
永丰街道，是中华人民共和国上海市松江區下辖的一个乡镇级行政单位。面积24.53平方公里。户籍人口3.43万人（2008年）。

## 行政区划
永丰街道下辖以下居委会：
秀南社区、仓城社区、仓桥社区、周星社区、薛家社区、仓吉社区、盐仓社区、玉乐社区、三星苑社区、花园浜社区、玉荣社区、银杏苑社区、三辰苑社区、五丰苑社区、兴日家园社区、华亭荣园社区、百合苑社区、新理想社区、金色华亭社区、金地艺境社区、玉树社区、海尚名都社区、谷水佳苑社区、辰丰苑社区和玉阳苑社区。